# Termine (divinità)

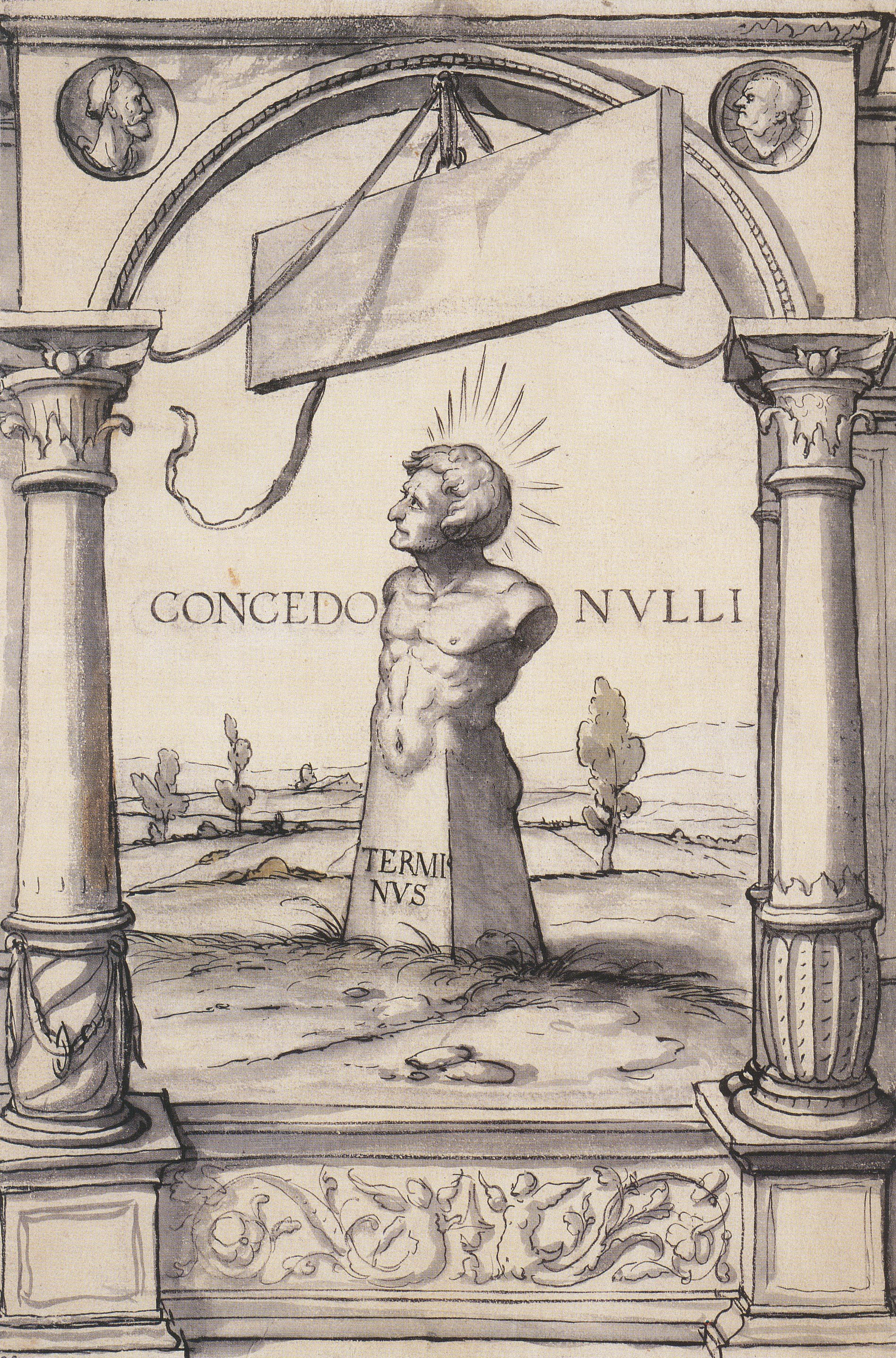
Raffigurazione di Termine

Termine (lat. Terminus) è un epiteto di Giove, come protettore di ogni diritto e di ogni impegno. Divenne in seguito divinità indipendente che vegliava sui confini dei poderi e sulle pietre terminali. Aveva una cappella che si innalzava all'interno del tempio di Giove Ottimo Massimo sul Campidoglio.

## Storia e mitologia
Si raccontava che durante la costruzione del tempio le numerose divinità delle cappelle che si trovavano sul luogo scelto, accettarono di ritirarsi, per lasciare il posto al signore degli dèi. Solamente il dio Termine si rifiutò di partire, e si dovette includere la sua cappella all'interno del tempio. Dato però che la sua effigie doveva ergersi sotto il cielo, fu praticata una apertura sul tetto del tempio a suo uso esclusivo in modo che il dio potesse estendere il suo potere all'Universo. Poiché il dio Termine era stato persino in grado di opporsi all'autorità di Giove, alcuni auguri predissero che i confini dello stato romano non sarebbero mai receduti.
Tuttavia, anche se il dio Termine era riuscito a resistere all'autorità di Giove, dovette cedere all'autorità di Adriano; infatti questo imperatore romano, per motivi di prudenza, decise di rinunciare alle conquiste in Oriente di Traiano, facendo così recedere i confini dell'impero. Questa, secondo Sant'Agostino (De civitate Dei 4,29), era una prova della fallacia delle profezie pagane.
Plutarco ci tramanda che Termine era l'unica divinità romana che rifiutava i sacrifici animali  e accettava in dono solo foglie e petali di fiori per ornare i suoi simulacri. Di Termine parla Ovidio nel secondo dei Fasti, spiegando le feste in suo onore e ripetendo in forma poetica la preghiera che gli si innalzava.
Il 23 febbraio, ultimo mese dell'anno nell'antico calendario, si celebravano i Terminalia, festa dei termini, cioè delle pietre terminali, su cui si ponevano una corona e una focaccia offerta al dio.
Il re Numa Pompilio, scrive Dionigi di Alicarnasso, ordinò a tutti i cittadini di delimitare i confini dei propri campi ponendovi delle pietre e consacrandole a Zeus Horios (Giove Terminus), e stabilì che "se qualcuno avesse tolto o spostato i confini (horoi) fosse sacro (nell'accezione di Homo sacer) al dio. Che la violazione di confini fosse sanzionata dalla dichiarazione di sacertà è confermato anche da una legge riportata da Festo: "Colui che, arando, abbia sconfinato nel terreno altrui sia sacro, insieme ai buoi che conducevano l'aratro (eum, qui terminum exarasset, et ipsum et boves sacros esse).